# FNaF World
A FNaF World egy független fejlesztésű szerepjáték, a Five Nights at Freddy’s sorozat spin-offja. A játék karakterei aranyos kinézetűek, hivatalos nevükön "adventure animatronic"ok. Összesen 40 játszható karakter van a játékban

## Kezdet
Fredbear mondja el nekünk a játék legelején hogy a világot gonosz szörnyek szállták meg és le kell őket győznünk.

## A játék
Itt egy, az előző játékok Minijátékaihoz hasonló grafikájú világban kell járkálnunk és a megjelenő ellenfelekkel kell harcolnunk. Egyszerre két csapatunk lehet, mindkét csapatban négy karakterrel. A világban vehetünk Endoskeleton részeket, amik életünket növelik. Egy minijátékban horgászhatunk, és  a kapott pénz a hal ritkaságától függ. A játék fizetőeszköze a Faz Token(hosszabb verziója Fazbear Token)
Vehetünk különböző Byteket, amik kis élőlények akik segítenek a harcban.
Chipeket is találhatunk a világban elszórva. Ezek power-upokhoz hasonlóak. A bytekből és a chipekből egyszerre csak négy-négy kapcsolható be. A villogó tárgyakkal átkerülhetünk a Flipside-ra. Ez egy alternatív világ. Az első Flipside-ban minden kék, a másodikban minden fehér és a harmadik a legbizarrabb kinézetű. A játéknak több befejezése is van, néhány csak a Nehéz módban érhető el.

## Újítások
Scott, a játék készítője levette a Steam-ről a játékot és azt üzente a játékosoknak hogy felújítja a játékot. Az újítások között szerepel az is hogy a világ teljesen 3d-s lesz. Akik  megvették a játékot visszakapják a pénzüket és a FNaF World ingyenes lesz.

## Fordítás
- Ez a szócikk részben vagy egészben  a   FNaF World című angol Wikipédia-szócikk fordításán alapul.  Az eredeti cikk szerkesztőit annak laptörténete sorolja fel. Ez a jelzés csupán a megfogalmazás eredetét és a szerzői jogokat jelzi, nem szolgál a cikkben szereplő információk forrásmegjelöléseként.